# Паулло
Паулло (італ. Paullo) — муніципалітет в Італії, у регіоні Ломбардія, метрополійне місто Мілан.
Паулло розташоване на відстані близько 470 км на північний захід від Рима, 18 км на схід від Мілана.
Населення — 11 334 особи (2014).
Покровитель — Santi Quirico e Giulitta.

## Демографія
Населення за роками:

Станом на 1 січня 2023 року в муніципалітеті офіційно проживало 1346 іноземців з 59 країн, серед них 438 громадян країн Євросоюзу та 46 громадян України.

## Сусідні муніципалітети
- Меділья
- Мерліно
- Мулаццано
- Сеттала
- Триб'яно
- Цело-Буон-Персіко